# Astragalus aiwadzhi
Astragalus aiwadzhi är en ärtväxtart som beskrevs av Boris Fedtjenko. Astragalus aiwadzhi ingår i släktet vedlar, och familjen ärtväxter. Inga underarter finns listade i Catalogue of Life.